# The Deviant
The Deviant är ett norskt death/black metal-band som grundades år 1993 i Hafrsfjord av musiker från banden Agony och Gehenna. Bandet flyttade 1995 till Stavanger där några av bandmedlemmarna bildade bandet 122 Stab Wounds. 2003 bildade några av bandmedlemmarna i "122 Stab Wounds" ett nytt band under namnet The Deviant.

## Medlemmar
Senaste kända medlemmar
- Violator (Dan E. Stokes) – gitarr
- J. Olsen – gitarr
- Dolgar (Tom Steffen Voetmann Simenstad) – sång, basgitarr

Tidigare medlemmar
- E.N. Death (Frode Sivertsen) – rytmgitarr
- Venomenon (Odd Arne Mæle) – gitarr, sång
- Blod (Jan Egil Fosse) – trummor (död 2018)

## Diskografi
Studioalbum
- 2005 – Ravenous Deathworship
- 2018 – Lightning Bolts

Demo
- 2004 – Intimate Skinning

Annat
- 1993 – Resurrect (demo som Agony)
- 1995 – Hunting Humans (demo som Agony)
- 1996 – The Deity of Perversion (studioalbum som 122 Stab Wounds)